# Uruguayaans voetbalelftal in 2009
Het Uruguayaans voetbalelftal speelde in totaal twaalf interlands in het jaar 2009, waarvan tien duels in de kwalificatiereeks voor de WK-eindronde in Zuid-Afrika (2010). De ploeg stond, net als de twee voorgaande jaren, onder leiding van bondscoach Oscar Tabárez. Hij wist de Celeste naar de WK-eindronde te loodsen door Costa Rica in de barrage over twee duels te verslaan. Twee spelers kwamen in 2009 in alle twaalf duels in actie voor de nationale ploeg: middenvelder Álvaro Pereira en aanvaller Luis Suárez. Op de FIFA-wereldranglijst steeg Uruguay in 2009 van de 23ste (januari 2009) naar de 20ste plaats (december 2009).

## Balans
| Wedstrijden | Wedstrijden | Wedstrijden | Wedstrijden | Doelpunten | Doelpunten | Doelpunten | Punten |
| Gespeeld    | Winst       | Gelijk      | Verlies     | Voor       | Tegen      | Saldo      | Punten |
| ----------- | ----------- | ----------- | ----------- | ---------- | ---------- | ---------- | ------ |
| 12          | 5           | 3           | 4           | 14         | 14         | 0          | 1.083  |

## Interlands
|                                                        |                                     |       |                                                            |                                                                                     |
| 11 februari Vriendschappelijk № 761 «onderlinge duels» | Libië                               | 2 – 3 | Uruguay                                                    | Juni 11 Stadion, Tripoli Toeschouwers: 3.000 Scheidsrechter: Naser Al Ghafari (JOR) |
| 11 februari Vriendschappelijk № 761 «onderlinge duels» | Mohamed Esnani 31' Osama Fazani 57' |       | 14' Sebastián Eguren 71' Jorge Martínez 74' Álvaro Pereira | Juni 11 Stadion, Tripoli Toeschouwers: 3.000 Scheidsrechter: Naser Al Ghafari (JOR) |

|                                                   |                                   |       |          |                                                                                        |
| 28 maart WK-kwalificatie № 762 «onderlinge duels» | Uruguay                           | 2 – 0 | Paraguay | Estadio Centenario, Montevideo Toeschouwers: 45.000 Scheidsrechter: Carlos Simon (BRA) |
| 28 maart WK-kwalificatie № 762 «onderlinge duels» | Diego Forlán 29' Diego Lugano 57' |       |          | Estadio Centenario, Montevideo Toeschouwers: 45.000 Scheidsrechter: Carlos Simon (BRA) |

|                                                  |       |       |         |                                                                                       |
| 1 april WK-kwalificatie № 763 «onderlinge duels» | Chili | 0 – 0 | Uruguay | Estadio Nacional, Santiago Toeschouwers: 55.000 Scheidsrechter: Héctor Baldassi (ARG) |
| 1 april WK-kwalificatie № 763 «onderlinge duels» |       |       |         | Estadio Nacional, Santiago Toeschouwers: 55.000 Scheidsrechter: Héctor Baldassi (ARG) |

|                                                 |         |                                                            |          |                                                                                        |
| 6 juni WK-kwalificatie № 764 «onderlinge duels» | Uruguay | 0 – 4                                                      | Brazilië | Estadio Centenario, Montevideo Toeschouwers: 52.000 Scheidsrechter: Saul Laverni (ARG) |
| 6 juni WK-kwalificatie № 764 «onderlinge duels» |         | 12' Daniel Alves 36' Juan 52' Luís Fabiano 75' (pen.) Kaka |          | Estadio Centenario, Montevideo Toeschouwers: 52.000 Scheidsrechter: Saul Laverni (ARG) |

|                                                  |                                            |       |                                  |                                                                                                 |
| 10 juni WK-kwalificatie № 765 «onderlinge duels» | Venezuela                                  | 2 – 2 | Uruguay                          | Polideportivo Cachamay, Puerto Ordaz Toeschouwers: 37.000 Scheidsrechter: Salvio Fagundes (BRA) |
| 10 juni WK-kwalificatie № 765 «onderlinge duels» | Giancarlo Maldonado 9' José Manuel Rey 75' |       | 60' Luis Suárez 72' Diego Forlán | Polideportivo Cachamay, Puerto Ordaz Toeschouwers: 37.000 Scheidsrechter: Salvio Fagundes (BRA) |

|                                                        |                    |       |         |                                                                                     |
| 12 augustus Vriendschappelijk № 766 «onderlinge duels» | Algerije           | 1 – 0 | Uruguay | Stade 5 Juillet 1962, Algiers Toeschouwers: 45.000 Scheidsrechter: Riad Harzi (TUN) |
| 12 augustus Vriendschappelijk № 766 «onderlinge duels» | Rafik Djebbour 78' |       |         | Stade 5 Juillet 1962, Algiers Toeschouwers: 45.000 Scheidsrechter: Riad Harzi (TUN) |

|                                                      |                    |       |         |                                                                                        |
| 5 september WK-kwalificatie № 767 «onderlinge duels» | Peru               | 1 – 0 | Uruguay | Estadio Monumental "U", Lima Toeschouwers: 15.000 Scheidsrechter: Carlos Chandía (CHI) |
| 5 september WK-kwalificatie № 767 «onderlinge duels» | Hernan Rengifo 86' |       |         | Estadio Monumental "U", Lima Toeschouwers: 15.000 Scheidsrechter: Carlos Chandía (CHI) |

|                                                      |                                                       |       |                      |                                                                                         |
| 9 september WK-kwalificatie № 768 «onderlinge duels» | Uruguay                                               | 3 – 1 | Colombia             | Estadio Centenario, Montevideo Toeschouwers: 30.000 Scheidsrechter: Carlos Torres (PAR) |
| 9 september WK-kwalificatie № 768 «onderlinge duels» | Luis Suárez 6' Andres Scotti 77' Sebastián Eguren 88' |       | 64' Jackson Martínez | Estadio Centenario, Montevideo Toeschouwers: 30.000 Scheidsrechter: Carlos Torres (PAR) |

|                                                     |                           |       |                                  |                                                                                              |
| 10 oktober WK-kwalificatie № 769 «onderlinge duels» | Ecuador                   | 1 – 2 | Uruguay                          | Estadio Olímpico Atahualpa, Quito Toeschouwers: 42.700 Scheidsrechter: Salvio Fagundes (BRA) |
| 10 oktober WK-kwalificatie № 769 «onderlinge duels» | Luis Antonio Valencia 67' |       | 69' Luis Suárez 90' Diego Forlán | Estadio Olímpico Atahualpa, Quito Toeschouwers: 42.700 Scheidsrechter: Salvio Fagundes (BRA) |

|                                                     |         |                   |            |                                                                                           |
| 14 oktober WK-kwalificatie № 770 «onderlinge duels» | Uruguay | 0 – 1             | Argentinië | Estadio Centenario, Montevideo Toeschouwers: 60.000 Scheidsrechter: Carlos Amarilla (PAR) |
| 14 oktober WK-kwalificatie № 770 «onderlinge duels» |         | 84' Mario Bolatti |            | Estadio Centenario, Montevideo Toeschouwers: 60.000 Scheidsrechter: Carlos Amarilla (PAR) |

|                                                                                  |            |                  |         | |
| 14 november WK-kwalificatie Play-offs № 771 «onderlinge duels» 20:00 uur (UTC−6) | Costa Rica | 0 – 1            | Uruguay | Estadio Ricardo Saprissa, San José Toeschouwers: 19.500 Scheidsrechter: Alberto Undiano Mallenco (ESP) |
| 14 november WK-kwalificatie Play-offs № 771 «onderlinge duels» 20:00 uur (UTC−6) |            | 21' Diego Lugano |         | Estadio Ricardo Saprissa, San José Toeschouwers: 19.500 Scheidsrechter: Alberto Undiano Mallenco (ESP) |

|                                                                                  |                     |       |                    |                                                                                           |
| 18 november WK-kwalificatie Play-offs № 772 «onderlinge duels» 21:00 uur (UTC−2) | Uruguay             | 1 – 1 | Costa Rica         | Estadio Centenario, Montevideo Toeschouwers: 62.150 Scheidsrechter: Massimo Busacca (SUI) |
| 18 november WK-kwalificatie Play-offs № 772 «onderlinge duels» 21:00 uur (UTC−2) | Sebastián Abreu 70' |       | 74' Walter Centeno | Estadio Centenario, Montevideo Toeschouwers: 62.150 Scheidsrechter: Massimo Busacca (SUI) |

## FIFA-wereldranglijst
| JAN | FEB | MAR | APR | MEI | JUN | JUL | AUG | SEP | OKT | NOV | DEC |
| --- | --- | --- | --- | --- | --- | --- | --- | --- | --- | --- | --- |
| 23  | 22  | 21  | 16  | 16  | 17  | 20  | 21  | 28  | 25  | 19  | 20  |

## Statistieken
| Fernando Muslera    | 1986-06-16 | Lazio Roma             | 4  | 0 | 0 | 4  | 0  |
| Sebastián Viera     | 1983-03-07 | AE Larissa             | 3  | 1 | 0 | 15 | 0  |
| Juan Castillo       | 1983-03-07 | Botafogo FR            | 3  | 0 | 0 | 11 | 0  |
| Fabián Carini       | 1979-12-26 | Atlético Mineiro       | 1  | 0 | 0 | 74 | 0  |
| Martín Silva        | 1983-03-25 | Defensor Sporting Club | 1  | 0 | 0 | 1  | 0  |
| Verdediging         |            |                        |    |   |   |    |    |
| Diego Lugano        | 1980-11-02 | Fenerbahçe SK          | 10 | 0 | 2 |    |    |
| Diego Godín         | 1986-02-16 | Villarreal CF          | 9  | 0 | 0 |    |    |
| Martín Cáceres      | 1987-04-07 | Juventus               | 8  | 0 | 0 |    |    |
| Maximiliano Pereira | 1984-06-08 | Benfica                | 7  | 0 | 0 |    |    |
| Andrés Scotti       | 1975-12-14 | Argentinos Juniors     | 3  | 2 | 1 |    |    |
| Jorge Fucile        | 1984-11-19 | FC Porto               | 3  | 2 | 0 |    |    |
| Bruno Silva         | 1980-03-29 | Ajax Amsterdam         | 2  | 2 | 0 |    |    |
| Carlos Valdez       | 1983-05-02 | Reggina Calcio         | 2  | 2 | 0 |    |    |
| Mauricio Victorino  | 1982-10-11 | Universidad de Chile   | 1  | 1 | 0 |    |    |
| Middenveld          |            |                        |    |   |   |    |    |
| Álvaro Pereira      | 1985-11-28 | FC Porto               | 12 | 0 | 1 |    |    |
| Sebastián Eguren    | 1981-01-08 | Villarreal CF          | 8  | 2 | 2 |    |    |
| Diego Pérez         | 1980-05-18 | AS Monaco              | 8  | 0 | 0 |    |    |
| Walter Gargano      | 1984-07-27 | SSC Napoli             | 6  | 0 | 0 |    |    |
| Cristian Rodríguez  | 1985-09-30 | FC Porto               | 5  | 2 | 0 |    |    |
| Jorge Martínez      | 1983-04-05 | Catania Calcio         | 3  | 2 | 1 |    |    |
| Álvaro Fernández    | 1985-10-11 | Vitória Setúbal        | 2  | 5 | 0 |    |    |
| Jorge Rodríguez     | 1985-01-13 | CA River Plate         | 2  | 3 | 0 |    |    |
| Nicolás Lodeiro     | 1989-03-21 | Ajax Amsterdam         | 2  | 0 | 0 |    |    |
| Miguel Amado        | 1984-12-28 | Defensor Sporting Club | 1  | 1 | 0 |    |    |
| Álvaro González     | 1984-10-29 | Club Nacional          | 1  | 0 | 0 |    |    |
| Aanval              |            |                        |    |   |   |    |    |
| Luis Suárez         | 1987-01-24 | Ajax Amsterdam         | 12 | 0 | 3 | 28 | 9  |
| Diego Forlán        | 1979-05-19 | Atlético Madrid        | 9  | 0 | 3 |    |    |
| Sebastián Abreu     | 1976-10-17 | Aris Thessaloniki      | 3  | 7 | 1 | 54 | 24 |
| Edinson Cavani      | 1987-02-14 | US Palermo             | 1  | 7 | 0 |    |    |
| Sebastián Fernández | 1985-05-23 | CA Banfield            | 0  | 2 | 0 |    |    |
| Hernán López        | 1978-01-21 | Vélez Sársfield        | 0  | 1 | 0 | 2  | 0  |

AUF · A-internationals · Selecties · Bondscoaches · Uruguayaans vrouwenelftal · Olympisch elftal · Uruguay U21 · Uruguay U20 · Uruguay U19 · Uruguay U18 · Uruguay U17
1900 – 1909 ·
1910 – 1919 ·
1920 – 1929 ·
1930 – 1939 ·
1940 – 1949 ·
1950 – 1959 ·
1960 – 1969 ·
1970 – 1979 ·
1980 – 1989 ·
1990 – 1999 ·
2000 – 2009 ·
2010 – 2019 ·
2020 – 2029
WK 1930 · 
WK 1950 · 
WK 1954 · 
WK 1962 · 
WK 1966 · 
WK 1970 ·
WK 1974 · 
WK 1986 · 
WK 1990 · 
WK 2002 · 
WK 2010 · 
WK 2014 · 
WK 2018
OS 1924 · 
OS 1928 ·
OS 2012
1902 · 
1903 · 
1904 · 
1905 · 
1906 · 
1907 · 
1908 · 
1909 ·
1910 · 
1911 · 
1912 · 
1913 · 
1914 · 
1915 · 
1916 · 
1917 · 
1918 · 
1919 ·
1920 · 
1921 · 
1922 · 
1923 · 
1924 · 
1925 · 
1926 · 
1927 · 
1928 · 
1929 ·
1930 · 
1931 · 
1932 · 
1933 · 
1934 · 
1935 · 
1936 · 
1937 · 
1938 · 
1939 ·
1940 · 
1941 · 
1942 · 
1943 · 
1944 · 
1945 · 
1946 · 
1947 · 
1948 · 
1949 ·
1950 · 
1951 · 
1952 · 
1953 · 
1954 · 
1955 · 
1956 · 
1957 · 
1958 · 
1959 ·
1960 · 
1961 · 
1962 · 
1963 · 
1964 · 
1965 · 
1966 · 
1967 · 
1968 · 
1969 ·
1970 · 
1971 · 
1972 · 
1973 · 
1974 · 
1975 · 
1976 · 
1977 · 
1978 · 
1979 ·
1980 · 
1981 · 
1982 · 
1983 · 
1984 · 
1985 · 
1986 · 
1987 · 
1988 · 
1989 ·
1990 ·
1991 · 
1992 · 
1993 · 
1994 · 
1995 · 
1996 · 
1997 · 
1998 · 
1999 · 
2000 · 
2001 · 
2002 · 
2003 · 
2004 · 
2005 · 
2006 · 
2007 · 
2008 · 
2009 · 
2010 · 
2011 · 
2012 · 
2013 · 
2014 · 
2015 · 
2016 ·
2017 ·
2018 ·
2019 ·
2020 ·
2021 ·
2022 ·
2023 ·
2024
Algerije ·
Angola ·
Argentinië ·
Australië ·
België ·
Bolivia ·
Brazilië ·
Bulgarije ·
Canada ·
Chili ·
China ·
Colombia ·
Costa Rica ·
Cuba ·
DDR ·
Denemarken ·
Duitsland ·
Ecuador ·
Egypte ·
Engeland ·
Estland ·
 Finland ·
Frankrijk ·
Georgië ·
Ghana ·
Guatemala ·
Haïti ·
Honduras ·
Hongarije ·
Ierland ·
India ·
Indonesië ·
Irak ·
Iran ·
Israël ·
Italië ·
Ivoorkust ·
Jamaica ·
Japan ·
Joegoslavië ·
Jordanië ·
Libië ·
Luxemburg ·
Maleisië ·
Mexico ·
Marokko ·
Nederland ·
Nicaragua ·
Nieuw-Zeeland ·
Nigeria ·
Noord-Ierland ·
Noorwegen ·
Oekraïne ·
Oezbekistan ·
Oman ·
Oostenrijk ·
Panama ·
Paraguay ·
Peru ·
Polen ·
Portugal ·
Roemenië ·
Rusland ·
Saarland ·
Saoedi-Arabië ·
Schotland ·
Senegal ·
Servië & Montenegro ·
Singapore ·
Slovenië ·
Sovjet-Unie ·
Spanje ·
Tahiti ·
Thailand ·
Trinidad en Tobago · 
Tsjechië ·
Tsjecho-Slowakije ·
Tunesië · 
Turkije ·
Venezuela ·
Verenigde Arabische Emiraten ·
Verenigde Staten ·
Wales ·
Zuid-Afrika ·
Zuid-Korea ·
Zweden ·
Zwitserland
Argentinië (1986) ·
België (1990) ·
Brazilië (1950) · 
Colombia (2014) ·
Costa Rica (2014) ·
Denemarken (1986) ·
Denemarken (2002) ·
Duitsland (2010) ·
Egypte (2018) ·
Engeland (2014) ·
Frankrijk (2002) ·
Frankrijk (2010) ·
Frankrijk (2018) ·
Ghana (2010) ·
Italië (1990) ·
Italië (2014) ·
Mexico (2010) ·
Nederland (1974) ·
Nederland (2010) ·
Portugal (2018) ·
Rusland (2018) ·
Saoedi-Arabië (2018) ·
Schotland (1986) ·
Senegal (2002) ·
Spanje (1990) ·
West-Duitsland (1986) ·
Zuid-Afrika (2010) ·
Zuid-Korea (1990) ·
Zuid-Korea (2010)